# Blåtobak
Blåtobak (Nicotiana glauca) är en art inom familjen potatisväxter och förekommer naturligt i nordvästra och centrala Argentina, samt i Bolivia. Numera finns den vida spridd i varma områden världen över. 
Blåtobak blir en buske eller ett litet träd.

## Synonymer
Nicotiana glauca f. genuina Millán
Nicotiana glauca f. lateritia Lillo
Nicotiana glauca var. angustifolia Comes
Nicotiana glauca var. decurrens Comes
Nicotiana glauca var. grandiflora Comes
Nicotiana glauca var. typica Millán
Nicotidendron glauca (Graham) Griseb.
Siphaulax glabra Raf.